# 2017 في لاتفيا
فيما يلي قوائم الأحداث التي وقعت خلال عام 2017 في لاتفيا.

## رياضة
- 1 يناير – لاتفيا في بطولة العالم للألعاب المائية 2017

## أفلام
من الأفلام التي صدرت هذه السنة في لاتفيا:
- 1 يناير – الملك الوثني من إخراج Aigars Grauba  [لغات أخرى]‏.

## وفيات

### أغسطس
- 15 أغسطس – غونار بيركيرتس (مواليد 1925) مهندس معماري أمريكي.[1]

### نوفمبر
- 10 نوفمبر – ميخائيل زادورنوف (مواليد 1948)[2]